# Un canto a Galicia
| Оценки критиков | Оценки критиков |
| Источник        | Оценка          |
| --------------- | --------------- |
| Allmusic        | [ 1 ]           |

Un canto a Galicia (Ун ка́нто а Гали́сиа, «Ода Галисии») — студийный альбом испанского певца Хулио Иглесиаса, первоначально выпущенный в 1972 году. Одноимённая песня из этого альбома стала одним из самых известных хитов Иглесиаса и сделала его известным на всю Европу и одним из трёх крупнейших певцов в Латинской Америке в 1975 году. Журнал Billboard называет этот альбом «первым большим коммерческим успехом» Иглесиаса. Упоминается, что записанные Иглесиасом версии альбома на японском и немецком языках имели заметный успех в Европе, Японии и Мексике.

## Список композиций
1. Un Canto a Galicia (4:15)
2. Hombre Solitario (2:29)
3. Veces Llegan Cartas (3:08)
4. Rio Rebelde (2:54)
5. Si Volvieras Otra Vez (3:36)
6. Por Una Mujer (4:53)
7. No Soy de Aqui (3:43)
8. En Un Rincon Del Desvan (4:29)
9. Sweet Caroline (3:34)
10. Como El Alamo Al Camino (3:45)